# Santa Maria (Estremoz)
Santa Maria is een plaats (freguesia) in de Portugese gemeente Estremoz en telt 6033 inwoners (2001). Een deel van de plaats ligt in de plaats Santo André, dat eveneens tot de gemeente Estremoz behoort.